# Чемпионат Марокко по баскетболу
1-й дивизион является сильнейшей баскетбольной лигой в Марокко.

## Участники 2021-2022
- АМАЛ РИАДИ ЭЛЬ-АЖБ
- АМИБ ИФРАН
- АРЕ ХАДЖЕБ
- АС СЕЙЛ
- АСК ЭЛУАТИЯ
- АСЕ АМАЛ ЭС-СУВЕЙРА
- АТЛЕТИК МИДЕЛЬТ
- ШАБАБ РИФ ХОСЕЙМА
- СМ МАРОКАИН
- КОДМ МЕКНЕС
- КОУ ТИНЕЙДАД
- ЭЛЬ ДЖАДИДА
- ФАР РАБАТ
- ФУС РАБАТ
- ИР ТАНГЕР
- ИТХРИ РИФ НАДОР
- КАК МАРРАКЕЧ
- КЕНИТРА АК
- МАГХРЕБ ФЕЗ
- МИДЕЛТЕ
- МСР РАБАТ
- НАДОР
- ОК САФИ
- ОЛИМПИК САФИ
- УЭД ЗЕМ
- ТАН ТАН
- ВИДЕД КАСАБЛАНКА
- ВАК КАСАБЛАНКА
- ВЕСТЕРН АТЛЕТИК КОНФЕРЕНС